# NGC 3131
NGC 3131 is een balkspiraalstelsel in het sterrenbeeld Leeuw. Het hemelobject werd op 17 maart 1831 ontdekt door de Britse astronoom John Herschel.

## Synoniemen
- UGC 5471
- MCG 3-26-33
- ZWG 93.60
- IRAS10058+1828
- PGC 29499